# Levante UD (női csapat)
A Levante Unión Deportiva Femenino csapata 1998-ban egyesült a San Vicente CFF együttesével.  Spanyolország első osztályú női bajnokságában szerepel.

## Sikerlista
- Primera División
  - győztes (4): 1996–97, 2000–01, 2001–02, 2007–08
- Spanyol Kupa
  - győztes (6): 1999–00, 2000–01, 2001–02, 2003–04, 2004–05, 2006–07

## Játékoskeret
2022. december 6-tól
| #  |     | Poszt | Név                                    |
| -- | --- | ----- | -------------------------------------- |
| 1  | ESP | K     | María Valenzuela                       |
| 13 | ROM | K     | Andreea Părăluță                       |
| 25 | SUI | K     | Livia Peng (kölcsönben a BK Häckentől) |
| 33 | ESP | K     | Angela Moral                           |
| 36 | ESP | K     | Andrea Tarazona                        |
| 3  | ESP | V     | Núria Mendoza                          |
| 4  | ESP | V     | María Méndez                           |
| 5  | BRA | V     | Antônia                                |
| 16 | ESP | V     | Estela Carbonell                       |
| 19 | SUI | V     | Viola Calligaris                       |
| 20 | ESP | V     | Paula Tomás                            |
| 35 | ESP | V     | María Gabaldón                         |
| 6  | ESP | KP    | Paula Fernández                        |
| 8  | ESP | KP    | Silvia Lloris                          |
| 11 | POR | KP    | Tatiana Pinto                          |

| #  |     | Poszt | Név             |
| -- | --- | ----- | --------------- |
| 12 | ESP | KP    | Leire Baños     |
| 14 | ESP | KP    | Carol           |
| 17 | ESP | KP    | María Alharilla |
| 18 | FRA | KP    | Aminata Diallo  |
| 21 | IRL | KP    | Tyler Toland    |
| 23 | ESP | KP    | Érika González  |
| 28 | ESP | KP    | Bascu           |
| 29 | ESP | KP    | Esther Gómez    |
| 30 | ESP | KP    | Núria Escoms    |
| 7  | COL | CS    | Mayra Ramírez   |
| 9  | MKD | CS    | Nataša Andonova |
| 10 | ESP | CS    | Alba Redondo    |
| 15 | NOR | CS    | Madelen Holme   |
| 22 | ESP | CS    | Júlia Aguado    |

## A legutóbbi szezonok
| Szezon  | Bajnokság         | Bajnokság | Bajnokság | Bajnokság | Bajnokság | Bajnokság | Bajnokság | Bajnokság | Bajnokság | Kupa         | Bajnokok Ligája |
| Szezon  | Osztály           | H.        | J         | Gy.       | D.        | V.        | G+        | G-        | Pont      | Kupa         | Bajnokok Ligája |
| ------- | ----------------- | --------- | --------- | --------- | --------- | --------- | --------- | --------- | --------- | ------------ | --------------- |
| 1994–95 | Segunda División  | 5         | 17        | 9         | 2         | 6         | 40        | 27        | 29        |              |                 |
| 1995–96 | Segunda División  | 3         | 14        | 9         | 3         | 2         | 41        | 19        | 30        |              |                 |
| 1996–97 | División de Honor | 1         | 32        | 26        | 3         | 3         | 134       | 32        | 81        |              |                 |
| 1997–98 | División de Honor | 2         | 27        | 21        | 3         | 3         | 104       | 18        | 66        | Negyeddöntős |                 |
| 1998–99 | División de Honor | 3         | 26        | 21        | 2         | 3         | 111       | 19        | 65        |              |                 |
| 1999–00 | División de Honor | 3         | 25        | 23        | 1         | 1         | 176       | 7         | 70        | Győztes      |                 |
| 2000–01 | División de Honor | 1         | 28        | 28        | 0         | 0         | 246       | 8         | 84        | Győztes      |                 |
| 2001–02 | Superliga         | 1         | 20        | 19        | 0         | 1         | 109       | 12        | 57        | Győztes      | Csoportkör      |
| 2002–03 | Superliga         | 2         | 22        | 18        | 1         | 3         | 100       | 11        | 55        | Elődöntős    | Csoportkör      |
| 2003–04 | Superliga         | 3         | 26        | 18        | 4         | 4         | 75        | 19        | 58        | Győztes      |                 |
| 2004–05 | Superliga         | 2         | 26        | 20        | 3         | 3         | 74        | 18        | 63        | Győztes      |                 |
| 2005–06 | Superliga         | 3         | 24        | 17        | 4         | 3         | 65        | 15        | 55        | Elődöntős    |                 |
| 2006–07 | Superliga         | 3         | 26        | 16        | 7         | 3         | 76        | 25        | 55        | Győztes      |                 |
| 2007–08 | Superliga         | 1         | 26        | 23        | 2         | 1         | 64        | 10        | 71        | Döntős       |                 |
| 2008–09 | Superliga         | 2         | 30        | 24        | 4         | 2         | 86        | 17        | 76        | Negyeddöntős | 2. forduló      |
| 2009–10 | Superliga         | 8         | 26        | 8         | 5         | 13        | 29        | 46        | 29        | Negyeddöntős |                 |
| 2010–11 | Superliga         | 9         | 26        | 17        | 2         | 7         | 57        | 22        | 53        | 1. forduló   |                 |
| 2011–12 | Primera División  | 5         | 34        | 19        | 11        | 4         | 63        | 27        | 68        |              |                 |
| 2012–13 | Primera División  | 4         | 30        | 21        | 2         | 7         | 53        | 21        | 65        | Elődöntős    |                 |
| 2013–14 | Primera División  | 5         | 30        | 14        | 9         | 7         | 38        | 29        | 51        | Elődöntős    |                 |
| 2014–15 | Primera División  | 5         | 30        | 15        | 10        | 5         | 60        | 25        | 55        | Negyeddöntős |                 |
| 2015–16 | Primera División  | 4         | 30        | 16        | 6         | 8         | 56        | 38        | 54        | Elődöntős    |                 |
| 2016–17 | Primera División  | 4         | 30        | 18        | 3         | 9         | 53        | 49        | 57        | Negyeddöntős |                 |
| 2017–18 | Primera División  | 8         | 30        | 11        | 5         | 14        | 49        | 50        | 38        | Negyeddöntős |                 |
| 2018–19 | Primera División  | 3         | 30        | 17        | 6         | 7         | 52        | 26        | 57        | Negyeddöntős |                 |

Megjegyzés
     Aranyérmes 
      Ezüstérmes 
      Bronzérmes

## Korábbi híres játékosok
| - Ivana Andrés - Alba Aznar - Ona Batlle - Sonia Bermúdez - Nagore Calderón - Marta Cardona - Maider Castillo - Marta Corredera - Míriam Diéguez - Diana Dubón - Andrea Falcón - Alicia Fuentes - Olga García - Ruth García - Rocío Gálvez - Gemma Gili - Vanesa Gimbert - Esther González - Irene Guerrero - Sheila Guijarro - Fiamma Iannuzzi - María Jiménez - María José - Maitane López - Carol Marín | - Adriana Martín - Sara Monforte - Eva Navarro - Patricia Padilla - Sandra Paños - Mari Paz Vilas - Nerea Pérez - María José Pons - Beatriz Prades - Mar Prieto - Sonia Prim - Alexia Putellas - Natalia Ramos - Noelia Ramos - Laura del Río - Mar Sergarra - Ana Teresa - Sandra Torres - Nerea Vicente - Claudia Zornoza - Estefanía Banini - Aldana Cometti - Romina Ferro - Aivi Luik - Giovanna Crivelari | - Jucinara - Grazielle - Kátia - Giovana Queiroz - Lidija Nacseva - Sofie Junge Pedersen - Vânia - Ida Guehai - Daniela Tjeder - Sandie Toletti - Ocuka Akari - Daniela Montoya - Noelia Bermúdez - Charlyn Corral - Greta Espinoza - Leonie Pankratz - Francisca Ordega - Pamela Conti - Raquel Infante - Jéssica Silva - Olivia Oprea - Vanessa Bernauer - Marina Keller - Caroline Müller - Mária Korenčiová |